# Statička neodređenost
Statička neodređenost je pojam koji se koristi u statici kod rješavanja zadataka o ravnoteži tijela ili neke neslobodne čestice. Reakcije oslonaca (veza) s kojima se radi u statici su u većini slučajeva nepoznate, bilo po pravcu bilo po iznosu (intenzitetu). Broj nepoznanica od broja i svojstava oslonaca. Ako taj broj nije veći od broja jednadžbi ravnoteže koje sadrže reakcije oslonaca, zadatak je statički određen, a pripadni sustav tijela (ili čestica) zove se statički određeni sustav. U protivnom se govori o statički neodređenim zadacima, odnosno sustavima.

## Primjer statički neodređenog sustava
Primjer statički neodređenog sustava je na primjer kada neka sila {\displaystyle \scriptstyle {\vec {F}}} djeluje na gredu, koja ima tri oslonca koji leže u istoj ravnini. Tada postoje četiri nepoznanice (iznos sila {\displaystyle \scriptstyle {\vec {H}}}A, {\displaystyle \scriptstyle {\vec {V}}}A, {\displaystyle \scriptstyle {\vec {V}}}B i {\displaystyle \scriptstyle {\vec {V}}}C), a samo su tri jednadžbe ravnoteže (Σ{\displaystyle \scriptstyle {\vec {V}}} = 0, Σ{\displaystyle \scriptstyle {\vec {H}}} = 0 I Σ{\displaystyle \scriptstyle {\vec {M}}}A = 0). Prema tome, zadatak je jedanput statički neodređen. Statička neodređenost je posljedica prekobrojnog oslonca. Da bi sila {\displaystyle \scriptstyle {\vec {F}}} bila u ravnoteži, dovoljna su samo dva oslonca u gredi. Za rješavanje statički neodređenih zadataka mora se odbaciti pretpostavka o krutosti tijela i uzeti u obzir njegova deformacija. Takvi se zadaci razmatraju u statici deformabilnih tijela. 
Za gredu na slici desno su četiri nepoznate reakcije oslonaca (veza) {\displaystyle \scriptstyle {\vec {V}}}A, {\displaystyle \scriptstyle {\vec {V}}}B, {\displaystyle \scriptstyle {\vec {V}}}C) i {\displaystyle \scriptstyle {\vec {H}}}A. Jednadžbe ravnoteže su:
Σ V = 0:
VA − Fv + VB + VC = 0
Σ H = 0:
HA − Fh = 0
Σ MA = 0:
Fv · a − VB · (a + b) - VC · (a + b + c) = 0.

## Primjer statički određenog sustava
Statički određen sustav s ljestvama se može riješiti grafički (na lijevoj strani slike dolje) i analitički (s jednadžbama ravnoteže). Sustav postaje statički neodređen (nestabilan) ako je podloga skliska pa se ne može stvoriti sila trenja {\displaystyle \scriptstyle {\vec {F}}}t, i zato je uvijek poželjno da netko zadrži ljestve dolje umjesto sile trenja.
Za ljestve na slici su četiri nepoznate reakcije oslonaca (veza) {\displaystyle \scriptstyle {\vec {F}}}2V, {\displaystyle \scriptstyle {\vec {F}}}2H, {\displaystyle \scriptstyle {\vec {F}}}p i {\displaystyle \scriptstyle {\vec {F}}}t (težina radnika na ljestvama {\displaystyle \scriptstyle {\vec {T}}} je poznata). Jednadžbe ravnoteže su:
Σ V = 0:
F2V − T + Fp = 0
Σ H = 0:
F2H − Ft = 0
Pošto imamo prepust na desnom dijelu, reduciranjem dobijemo:  
Σ MA = 0:
T · a − Fp · (a + b) - Ft · (c + d) = 0
Σ MB = 0:
T · b − F2H · (c + d) - F2V · (a + b) = 0.
Kako imamo 4 nepoznanice i 4 jednadžbe ravnoteže, dobivamo statički određen sustav.